# La Roca de la Sierra
La Roca de la Sierra település Spanyolországban, Badajoz tartományban. La Roca de la Sierra Badajoz és Mérida községekkel határos. Lakosainak száma 1453 fő (2024).

## Népesség
A település népessége az utóbbi években az alábbiak szerint változott:
| Lakosok száma | 1610 | 1562 | 1579 | 1526 | 1519 | 1514 | 1512 | 1464 | 1442 | 1453 |
|               | 2001 | 2004 | 2006 | 2009 | 2011 | 2014 | 2016 | 2019 | 2021 | 2024 |